# Markó József
Markó József (Jászberény, 1943. július 20. –) magyar gépészmérnök, tervező, szabadalmi ügyvivő.

## Családja
Apja, Markó József (1913– 1984) matematika, fizika és testnevelés szakos tanár. Édesanyja, Markó Józsefné, szül. Strosz Eszter (1912–2004) tanítónő. Két fivére Attila (mezőgazdasági mérnök, 1941, Pápa) és György (gordonkaművész, 1950, Budapest).
1969-ben eljegyezte, 1971. június 12-én pedig feleségül vette Molnár Zsuzsannát (dr. Markó Józsefné, szül: Molnár Zsuzsanna, építész költségtervező). Házasságukból két leányuk született, Dóra (1975) és Noémi (1977). Markó Dóra építészmérnök, férje: Pásztory Ádám bölcsész, gyermekei: Sára (2005-), Nóra (2008-) és Kolos (2011-), Budapest; Markó Noémi közgazdász, férjezett Rosenich-Markó Noémi, férje: Paul Rosenich szabadalmi ügyvivő, Triesenberg (Liechtenstein) és Trausdorf (AT).

## Életpályája
Az általános és közép-iskolai tanulmányait Pápán végezte. Az 5-8. osztályait a Zimmermann utcai Fiúiskolában végezte (1953–57), ahol egyebek mellett tagja volt az országos versenyen is sikeres tornászcsapatnak. A középiskolai éveket (1957–61) a pápai Türr István Gimnázium I-IV/A reál osztályában töltötte és 1961-ben jelesen érettségizett.
1949–61 között a pápai Bartók Béla Zeneiskola növendéke volt hegedű főtanszakon, majd bőgő melléktanszakon is. 1957-ig Kalmár Mihály hegedűművész-igazgató volt a hegedűtanára. 1959 és 1961 között a zeneiskola zenekarának koncertmestere volt. 
1960-ban a Türr István Gimnázium képviseletében hegedűprogrammal vett részt a keszthelyi Helikon kulturális ünnepségen-versenyen, ahol ezüstérmet nyert.
1961-ben az érettségi után sikeres felvételi vizsgát tett az Agrártudományi Egyetem Gépészmérnöki Karán, és 1966-ban itt szerzett gépészmérnöki diplomát. Budapestre kerülése után az egyetemi tanulmányok mellett – a hegedűtudása hasznosítása végett – 1961-62-ben egy-egy évet játszott a budapesti Pedagógus Szimfonikus Zenekarban, illetve később az Eötvös Egyetem neves Egyetemi Koncertzenekarában, mindkét helyen az első hegedűszólamban.
1961-től  gitározni tanult. 1962-ben megalapította az egyetemen néhány kollégával a gitárzenére épülő első zenekarát (TÁJFUN), amellyel már hamarosan felléptek vasárnaponként az egyetemi klubban. Ebből fejlődött ki azután 1962-63-ra a legendásnak mondott, országos hírű ECHO együttes, amelynek – a mérnöki hivatása mellett – az 1969-es felbomlásáig tagja (szólógitárosa és hegedűse) volt.

## Szakmai karrierje
A diploma megszerzése után, 1966-tól 1967-ig gépészmérnök-gyakornokként a Mezőgazdasági Gépkísérleti Intézetnél (Bp., XI. Orlay u.), majd tervezőként 1967-től 1968-ig az Ipartervnél, illetve 1968–75 között az Építéstudományi Intézetnél (Bp., V. Türr I. u.) dolgozott. Tervezői tevékenysége során néhány saját találmánya is született.
Az építőiparban eltöltött 8 éves pályafutása alatt elsősorban egyedi gépeket, berendezéseket tervezett házgyárakhoz/panelgyárakhoz és betonelemgyárakhoz.

## Jelentősebb munkái
- 30 m³/ó teljesítményű serleges elevátor (BHK-III);
- 50 m³/ó teljesítményű mobil reverzibilis és stabil szállítógépszalagok (BHK-III.);
- 35 Mp-os hidraulikus feszítőgép (szolnoki Betonelem-gyár);
- 30 MP-os, 7 megfogó-fejes hidraulikus feszítőgép (Szolnoki Betonelem-gyár);
- Homlokzati falelem-sablonok (BHK-III.);
- Készáru-kiszállító kocsi csörlőberendezése (Szolnoki Épületelemgyár, Debreceni HK);
- 6,4 Mp-os hidraulikus csőemelő és fordító himba (Mélyépítő Vállalat, Bp.);
- 6,4 Mp-os csőemelő és fektető himba (Mélyépítő Vállalat, Bp.);
- Automatikus működtetésű darukapu 6 x 18 m (Szegedi HK);
- Motoros működtetésű tolózáras surrantó nedves homok adagolásához (Északi Betongyár, Bp.);
- 15 Mp-os hidraulikus billentőpad (BHK-IV.);
- Szovjet hidraulikus billentőpadok billentési szögének áttervezése (BHK-III.);
- „Hebel” gázbeton-gyár honosítása;
- Mobil 1000-es szállítószalag hajtásának áttervezése (BHK-IV.);
- Kézi mozgatású futódaru (BHK-IV.);
- Attika-falelem gyártósablonok (Veszprémi és Kecskeméti HK);
- Hidraulikus billentőpad panelsablonokhoz (BHK-I rekonstrukció);
- „Motoros szondaverő-gép a talaj helyszíni mechanikai vizsgálatához”- tárgyú találmányát „TO-836” alapszámon 1975-ben szabadalmaztatásra benyújtotta;
- A BME Épületszerkezet Tanszékének felkérésére 1971–75 között gépész-szakértőként vett részt robbanás és gázbiztos ajtók zárszerkezetének tervezésében és szabványosításában;

Éppen a fent említett hibrid hajtórendszer találmány külföldi értékesítési szándékával került kapcsolatba 1975-ben először a Danubia Szabadalmi Irodával, amelynek rövidesen a dolgozója lett. 
1975-től 2008-ig dolgozott szabadalmi ügyvivőként a Danubiánál mint tag, majd résztulajdonos. Az ügyvivőjelölt időszakában (1975–78) mestere Somorjai Ottó szabadalmi ügyvivő volt.  A magyar szabadalmi ügyvivői jogosítványt 1980-ban kitüntetéssel, az európai szabadalmi ügyvivői jogosítványt, pedig 2003-ban szerezte meg.
1984-ben az ATE Gépészmérnöki Karán műszaki doktori tudományos fokozatot (PhD) szerzett. A doktori disszertációjának tárgya a korábbi találmánya (hibrid járműhajtás) elméleti-tudományos feldolgozása volt, amelyet „cum laude” minősítéssel védett meg.
A nemzetközi szabadalmi ügyvivői gyakorlata során több külföldi ösztöndíjban részesült: ösztöndíjas volt a német Hoffmann-Eitle Szabadalmi Irodában (München, 1984) és a kanadai Smart & Biggar Szabadalmi és Jogi Irodában (Ottawa-Toronto, 2001), valamint részt vett a francia CEIPI Intézet (Strasbourg/FR) több továbbképző kurzusán.
1993-ban részt vett az Európai Szabadalmi Ügyvivők Uniója (UNON of European Practitioners in Intellectual Property) Magyar Csoportjának megalakításában, majd ezt követően a Magyar Csoport kiküldöttjeként és elnökeként dolgozott. 1995-ben, az UNION Porto Hydra-i (GR) kongresszusán beválasztották fő jelentéstevő tisztséggel az öttagú európai vezetőségbe. Ezután még két további ciklusra megválasztották, így csak 2005-ben vált meg ettől a tisztségétől.
2008. április 1-jén a Danubia Szabadalmi irodától megvált, és saját szabadalmi irodát alapított.

## Nyelvismerete
Az 1970-es évek végén németből és angolból külkereskedelmi anyaggal bővített felsőfokú állami nyelvvizsgákat tett.

## Főbb egyesületi tisztségei és tagságai
- „Reporter General”(UNION of European Practitioners in Industrial Property (1996- 2005);
- UNION Magyar Csoportjának elnöke (1993–2006);
- Tagja a Magyar Szabadalmi Ügyvivői Vizsgabizottságnak (1996–);
- Tagja a Magyar Iparjogvédelmi Szakértői Testület Elnökségének (2003–);
- Tagja a Magyar Szabadalmi Ügyvivői Kamara Elnökségének (alelnök 1997–2003);
- Tagja az European Patent Institute (EPI) Fegyelmi Bizottságának (2005–, tanácselnök 2008–);
- Oktatója a felsőfokú iparjogvédelemnek (1985–);
- Tag a következő szakmai egyesületekben: EPI, UNION, MIE;
- Magyar, német és angol nyelven számos publikációja (kb. 45) jelent meg hazai és külföldi szak-lapokban az iparjogvédelemmel és a szabadalmi ügyvivői praxissal kapcsolatban;
- Társszerzője az "Iparjogvédelmi Kézikönyv"-nek (1994);
- A hazai és nemzetközi szakmai konferenciákon évtizedek óta rendszeresen részt vett szervezőként vagy előadóként. Így pl. főrendezője volt az AIPPI 2001. évi nemzetközi konferenciájának, valamint az UNION 2002. évi európai kongresszusának.

## Díjai, elismerései
- MIE Iparjogvédelmi Emlékérem (1994)
- Jedlik Ányos-díj (2001)

## Néhány jelentősebb publikációja
- Doktori disszertáció: „Energiatakarékos járműhajtás mechanikus energiatároló-rendszer felhasználásával” (ATE-GK Könyvtár, 1983);
- A „feltalálói tevékenység követelménye a szabadalomképesség elbírálásánál az Egyesült Királyságban és Észak-Amerikában (Iparjogvédelmi Szemle, Budapest, 1992);
- Patentschrift: „Energiesparendes Antriebssystem insbesondere für Strassenkraftfahrzeuge” (Ungarisches Patentblatt, Budapest, 1977, T/16054);
- „The inventive Step Requirement” (UNION Newsletter, Brussels, No. 1/1995);
- „Professionam Neglidence in the IP Practice” (FICPI Information, Basel, No. 61/2008);
- „Művészet és/vagy Iparjogvédelem” (Magyar Iparművészet, Budapest, 2003);
- „Requirement of Inventiveness for Utility Models”(EPI Information, Munnich, No. 4/2007);
- „What is Going on Behind the Scenes”(UNION Newsletter, Brussels, No. 1/1998).]